# Тольба Веніамін Савелійович

Пам'ятна дошка вул. Євгена Чикаленка, 21 у Києві

Веніамі́н Саве́лійович То́льба ( 30 жовтня (12 листопада за новим стилем) 1909, Харків, Російська імперія —  13 квітня 1984, Київ, УРСР, СРСР) — радянський український диригент і педагог. Народний артист УРСР (1957).

## Біографічні відомості
Народився у Харкові у сім'ї трубача оперного театру. В юнацькі роки вчився грати на скрипці і дебютував як скрипаль у Харківському симфонічному оркестрі. В 1926—1928 роках вчився в Ленінграді у щойно відкритому музичному технікумі. 
В 1928 повернувся до Харкова де працює в симфонічному оркестрі пересувної опери та поступає до Харківського музично-театрального інституту.
В 1932 року закінчив Харківський музично-театральний інститут, де вчився в класі С. Богатирьова (композиція) і в класі Я. Розенштейна (диригування). Паралельно з навчанням працював скрипалем в оркестрі Харківської опери, а з 1931 року після успішного дебюту в опері «Весілля Фігаро» — диригентом. Паралельно, по закінченню інституту залишився в ньому викладати оркестрування, читання партитур і диригування, а з 1940 року завідував кафедрою диригування.
В роки Другої світової війни разом з колективом театру був евакуйований до Іркутська. Там з 1943 року готував постановку опери М. Вериківського «Наймичка», якою був відкритий перший повоєнний сезон у Києві.
З 1944 року працював у Києві — в оперному театрі, а також в консерваторії, де під орудою В. Тольби була відкрита оперна студія.
В 1949 здобув Сталінську премію за успішну постановку «Івана Сусаніна» М. Глінки, після чого був запрошений до Великого театру в Москві.
1953 року повернувся до Київської опери, де працював диригентом до 1959 року. Протягом роботи у київському театрі поставив 23 опери, зокрема сучасних йому українських композиторів — «Наймичку» М. Вериківського, «Ростиславу» та «Честь» Г. Жуковського, «Молоду гвардію» та «Зорю над Двиною» Ю.Мейтуса, «Милану» та «Арсенал» Г.Майбороди. За спогадами І. Гамкала, В. Тольба покинув театр в ситуації, коли диригентові слід було поступитися своєю вимогливістю, піти на надто значний, на його думку, компроміс, незважаючи на те, що в колективі мав беззаперечний авторитет, втішався загальною повагою і любов'ю.
Паралельно продовжував викладання у Київській консерваторії на посаді доцента (з 1946 року) і професора (у 1962—1973 роках).
Як диригент, записав музику до 50 українських художніх фільмів, а також до екранізації опери «Запорожець за Дунаєм». Автор симфонії на теми з опери «Запорожець за Дунаєм» (1983). Автор низки статей.
На будинку по вул. Євгена Чикаленка, 21 у Києві, де Веніамін Тольба проживав з 1944 року, встановлено пам'ятну дошку.